# Герхард Вилхелм Кристоф Леонард
Герхард Вилхелм Кристоф Леонард (1780 — 1858) био је немачки трговац који је преводио српску народну поезију на немачки језик. Године 1827. издао је своје преводе под насловом Wila, serbische Volkslieder und Heldenmarchen, 1827. у Лајпцигу у две свеске. Са Гетеом добро се познавао; овај му је чак 1820. крстио сина.
Српски је учио од Симе Милутиновића, који му је такође помагао при преводима народних песама. У децембру 1826. године, Милутиновић је послао Гетеу превод одломка из „Србијанке“ Герхарда Вилхелма, о ком је Гете писао следеће године у првој св. 6 књиге својих новина Ueber Kunst und Altertum у два чланка, који носе наслов Serbische Gedichte и Das Neueste serbischer Literatur. Герхардов превод изашао је исте године и посвећен је Гетеу.